# (8090) 1991 RO23
A (8090) 1991 RO23 a Naprendszer kisbolygóövében található aszteroida. Henry Holt fedezte fel 1991. szeptember 15-én.